# Condé-sur-Iton
Condé-sur-Iton foi uma antiga comuna francesa na região administrativa da Normandia, no departamento de Eure. Estendia-se por uma área de 19,88 km². Em 2010 a comuna tinha 891 habitantes (densidade: 44,8 hab./km²).
Em 1 de janeiro de 2016, passou a formar parte da nova comuna de Mesnils-sur-Iton.